# جيمس إيفانز (مؤرخ)
جيمس إيفانز (بالإنجليزية: James Evans)‏ هو مؤرخ بريطاني، ولد في 17 ديسمبر 1975 في Redhill, Surrey ‏ في المملكة المتحدة.

## وصلات خارجية
- الموقع الرسمي